# База Круглая
Ба́за Кру́глая — посёлок в Хасанском районе Приморского края, входит в состав Славянского городского поселения. Основан в 1922 году.

## Географическое положение
Посёлок находится на полуострове Брюса, на берегу Славянского залива, на расстоянии 5 км (по автодорогам) от посёлка городского типа Славянка, административного центра района, и 180 км (по автодорогам) от города Владивосток, административного центра края.

## Население
| 2002 | 2005 | 2010 |
| ---- | ---- | ---- |
| 37   | ↘13  | ↗16  |

## Улицы
- ул. Бухта Круглая,
- пер. Серебряный.

## Транспорт
Посёлок связан автомобильной дорогой длиной 11 км с трассой А189 Раздольное — Хасан. Ближайшая железнодорожная станция Блюхер находится на расстоянии 10 км к западу в посёлке городского типа Славянка.